# Most Karola w Krakowie
Most Karola – most w Krakowie nad rzeką Wisłą łączący krakowski Kazimierz z miastem Podgórze u wylotu dzisiejszych ulic Gazowej i K. Brodzińskiego, funkcjonujący w latach 1802–1813.
Most miał konstrukcję drewnianą z drewna dębowego opartą na murowanych przyczółkach. Jego konstruktorem był Józef Schmidt. Imię Karola (niem. Karlsbrücke) otrzymał na cześć arcyksięcia Karola Habsburga, który jako pierwszy po nim przejechał.

## Historia
Budowę mostu rozpoczęto w 1801 a ukończono w 1802 roku. Most zniszczyła powódź 26 sierpnia 1813, kiedy to Wisła zalała Stradom, Kazimierz i Podgórze, zrywając także most Stradomski. Była to największa powódź, jaką odnotowały kroniki miejskie Krakowa.
W latach 1844–1850 nieco na zachód od mostu Karola (w osi ulicy Mostowej) postawiono znacznie solidniejszy most Podgórski, który przetrwał do 1925.